# César Gabriel de Choiseul de Praslin
César Gabriel de Choiseul-Chevigny, vévoda de Praslin (známý též jako markýz de Choiseul) (César-Gabriel de Choiseul-Chevigny, duc de Praslin, comte de Chevigny et de La Rivière, vicomte de Melun et de Vaux, baron de La Flèche, de Sainte-Suzanne et de Giry, seigneur de Chassy ) (15. srpna 1712, Paříž – 15. listopadu 1785, Paříž) byl francouzský generál, diplomat a státník. V dynastických válkách 18. století dosáhl hodnosti generála, později se vlivem svého bratrance vévody de Choiseul a markýzy de Pompadour dostal k diplomatickým postům. Za sedmileté války zastával funkci ministra zahraničí (1761–1766), mezitím byl povýšen na vévodu (1762). Později byl ministrem námořnictva (1766–1770). Vlivem královy milenky hraběnky du Barry byl v roce 1770 odvolán a vykázán od královského dvora.

## Životopis

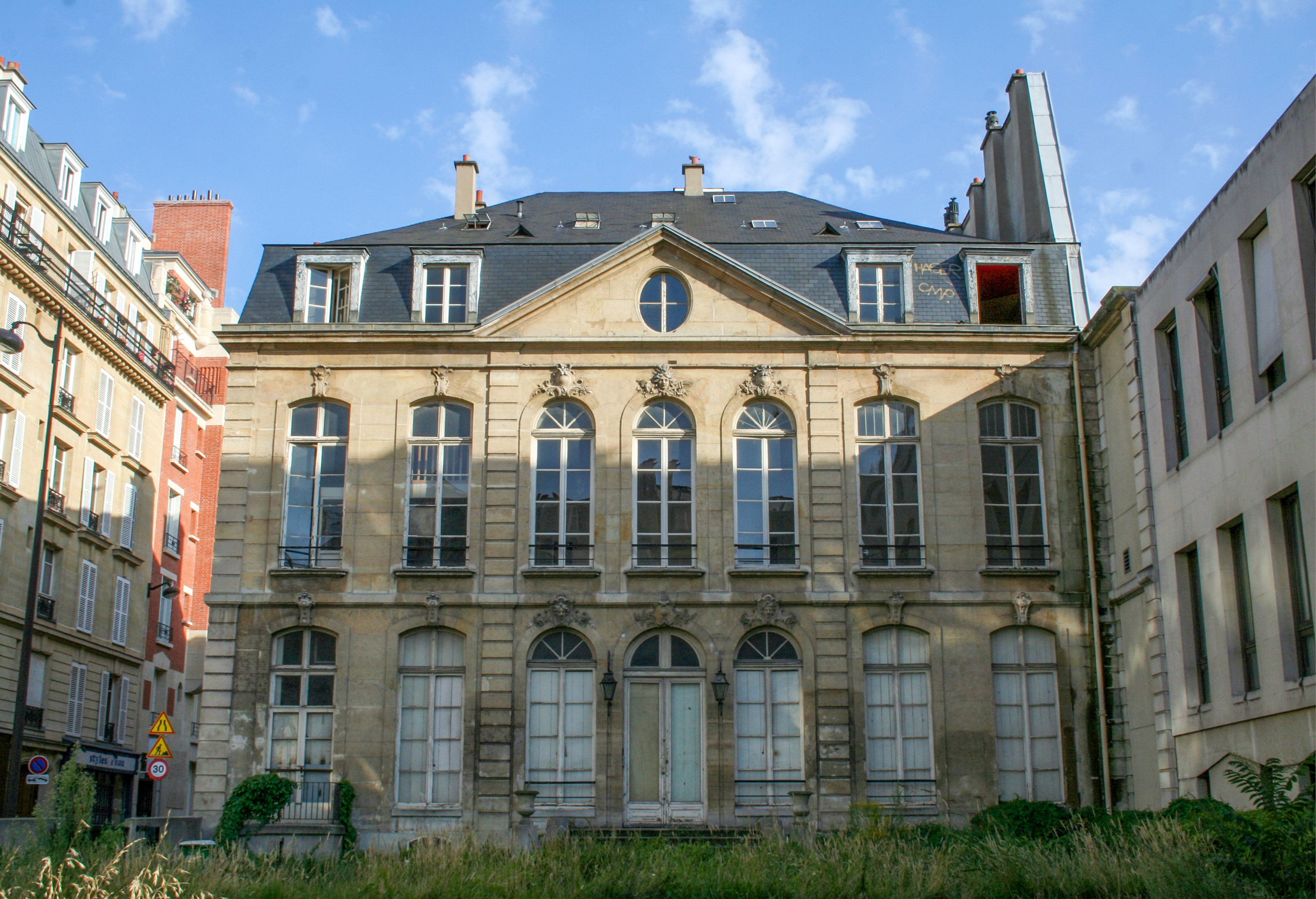
Palác Hôtel de Choiseul-Praslin v Paříži

Pocházel ze starého šlechtického rodu připomínaného od 13. století, narodil se jako syn generála Huberta de Choiseul, markýze de Choiseul (†1727). V patnácti letech vstoupil ke královským mušketýrům (1727) a již o rok později byl kapitánem jezdectva (1728). Za války o polské dědictví bojoval na Rýně, později se zúčastnil okupace Českého království a v Praze zastával funkci ubytovatele jezdectva. Poté během války o rakouské dědictví bojoval v Itálii a v roce 1744 dosáhl hodnosti maréchal de camp (generálmajor), nakonec byl povýšen na generálporučíka (1748).
Po svém bratranci vévodovi de Choiseul převzal v roce 1758 post vyslance ve Vídni a po návratu do Francie se stal ministrem zahraničí (1761–1766). Vůdčí osobností zahraniční politiky byl však nadále jeho bratranec vévoda de Choiseul, který byl v té době ministrem války a námořnictva, ve srovnání s ním César Gabriel navíc povahově nevýrazný a nebyl příznivcem spojenectví s Rakouskem Důkazem přízně Ludvíka XV. k celé rodině Choiseulů byl titul vévody z Praslinu, který získal v roce 1762 s právem paira, téhož roku obdržel Řád sv. Ducha. Jako ministr zahraničí podepsal v roce 1763 Pařížský mír, který ukončil sedmiletou válku a pro Francii znamenal značné ztráty především v koloniích. V roce 1766 rezignoval na funkci ministra zahraničí a poté byl do roku 1770 ministrem námořnictva, kde se snažil iniciovat četné reformy především ve vzdělání námořních důstojníků. Spolu s bratrancem vévodou de Choiseul byl odvolán z funkce v roce 1770 vlivem královy milenky hraběnky du Barry a byl vykázán na své venkovské statky. Nekompromisní způsob, jakým Ludvík XV. odvolával své ministry pod vlivem milenky hraběnky du Barry, dokládá doslovný krátký vzkaz o výpovědi ze státních služeb datovaný 24. prosince 1770: Nepotřebuji již Vašich služeb a vypovídám Vás do Praslinu, kam se odeberete ve čtyřiadvaceti hodinách. Ludvík

## Rodina

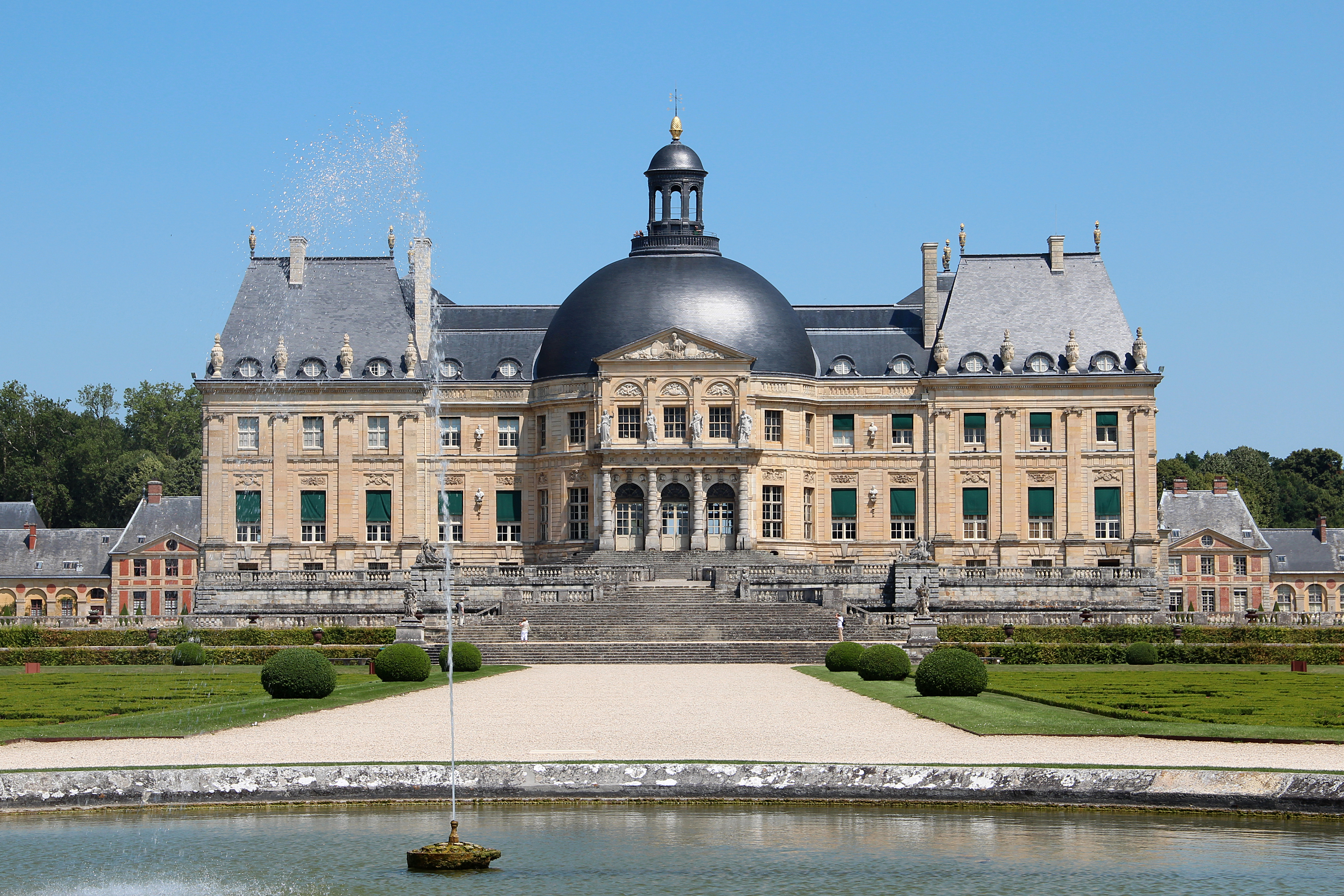
Zámek Vaux-le-Vicomte, majetek rodiny Choiseulů v 18. a 19. století

V roce 1732 se oženil s Anne-Marie de Champagne (1712–1783), z manželství pocházely dvě děti. Syn Rénaud-César-Louis de Choiseul, vévoda de Praslin (1735–1791), sloužil v armádě a dosáhl hodnosti maréchal de camp (generálmajor, 1770). V letech 1766–1771 byl vyslancem v Neapoli a později za velké francouzské revoluce poslancem generálních stavů (1789).
V Paříži byl rodinným sídlem palác Hôtel de Choiseul-Praslin, který zdědil v roce 1746 a poté jej nechal přestavět. Palác prodal v roce 1765, ale mezitím od dědiců maršála Villarse koupil v roce 1764 zámek Vaux-le-Vicomte, který pak potomkům patřil do 19. století.
Z doby, kdy zastával funkci ministra námořnictva, pochází pojmenování ostrova Praslin na Seychelách.